# Macdonaldit
Macdonaldit je velmi vzácný minerál ze skupiny fylosilikátů. Byl pojmenován podle Gordona A. Macdonalda (1911-1978), který působil jako americký vulkanolog na Havajské univerzitě. Poprvé byl popsán roku 1965 z lokality nedaleko oblasti Big Creek-Rush, Fresno County ve státě Kalifornie.

## Vznik
Tento minerál vzniká na kontaktu sanbornitonosných metamorfitů společně s granodiority, kde tvoří povlaky na povrchu zlomů nebo výplně v podobě žilných intruzí. Vzhledem k vysoké variabilitě během vzniku je do struktury schopen navázat Ti, Al, Fe, Mn, Mg nebo Sr.

## Vlastnosti
- Fyzikální vlastnosti: Tvrdost 3,5 – 4, velmi křehký, hustota 2,27 g/cm³, štěpnost dokonalá dle {010}, dobrá dle {001}, nezřetelná dle {100}, lom neznámý.
- Optické vlastnosti: Barva je bezbarvá až bílá (podle nečistot), lesk skelný až hedvábný, průhlednost: průsvitný, vryp bílý.
- Chemické vlastnosti: Složení: Ba 8,93 %, Ca 10,43 %, Si 29,23 %, O 49,96 %, H 1,44 %. Je rozpustný ve vroucí HCl, před dmuchavkou se netaví.

## Využití
Jedná se o velmi vzácný minerál a dá se najít velice obtížně. Je velmi ceněný mezi sběrateli.

## Výskyt
- San Venanzo, provincie Terni, Umbria v Itálii (Výskyt u bývalé sopky)
- Big Creek-Rush, Fresno County, Kalifornie, USA (Místní skály zahrnují starší až mladší horniny kenozoického stáří, a to hlavně metasedimenty a metavulkanity bohaté na baryum)
- East Belt, Mariposa County, Kalifornie, USA
- Dumtah, Tulare County, Kalifornie, USA

## Parageneze
Často se vyskytuje v asociaci s minerály jako jsou sanbornit a křemen.